# Кланът Тененбаум
Кланът Тененбаум (на английски: The Royal Tenenbaums) е американски игрален филм – комедийна драма, режисиран от Уес Андерсън, излязъл по екраните през 2001 година. Главните роли се изпълняват от Джийн Хекман, Анжелика Хюстън, Гуинет Полтроу, Бил Мъри и Дани Гловър. Режисьорът написва сценария заедно с Оуен Уилсън, който изпълнява и роля във филма.
Творбата разказва историята на семейство Тененбаум, чийто три надарени деца постигат големи успехи като ученици и още по-големи разочарования, след като ексцентричният им баща (Хекман) напуска семейството в юношеските им години. Ирония и чувство за хумор достигащо абсурдни прояви следват сюжетната линия през цялото време.
За изпълнението си, Джин Хекман получава наградата „Златен глобус“. Оригиналният сценарий е номиниран за награда „Оскар“. Списание Empire включва Кланът Тененбаум в класацията си „500 най-велики филма за всички времена“.

## В ролите
| Актьор          | Роля              |
| --------------- | ----------------- |
| Джин Хекман     | Ройъл Тененбаум   |
| Анжелика Хюстън | Итълайн Тененбаум |
| Гуинет Полтроу  | Маргот Тененбаум  |
| Бил Мъри        | Рейли Ст. Клер    |
| Дани Глоувър    | Хенри Шърман      |
| Бен Стилър      | Час Тененбаум     |
| Люк Уилсън      | Ричи Тененбаум    |
| Оуен Уилсън     | Илай Кеш          |
| Кумар Палана    | Пагода            |
| Сеймур Касъл    | Дъсти             |

## Награди и Номинации
Награди на Американската Филмова Академия „Оскар“ (САЩ):
- Номинация за най-добър оригинален сценарий за Уес Андерсън и Оуен Уилсън

Награди „Златен глобус“ (САЩ):
- Награда за най-добър актьор в главна роля за Джин Хекман